# Thaneller

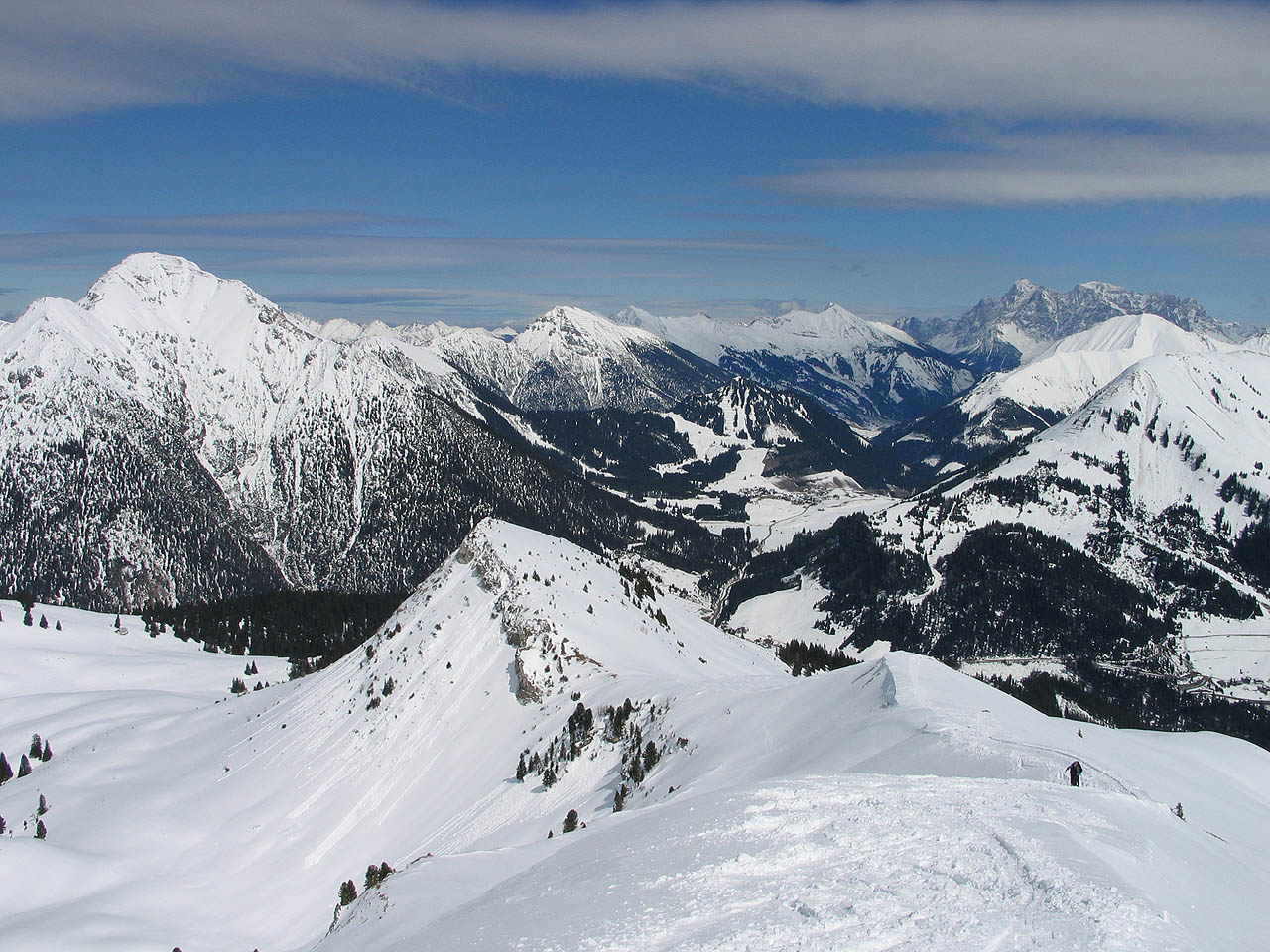
De Thaneller (geheel links), de Danielkam van de Ammergauer Alpen en het massief van de Zugspitze vanaf de Galtjoch

De Thaneller is een 2341 meter hoge bergtop in de Lechtaler Alpen in de Oostenrijkse deelstaat Tirol. De top is via een makkelijke bergtocht over de zuidflank vanuit Rinnen of Berwang te bereiken. Vanuit Heiterwang is de top over de noordwestzijde bereikbaar via een beveiligde klimtocht (Riezlersteig) over de Thanellerkar.